# Осеново (Варненська область)
О́сеново (болг. Осеново) — село у Варненській області Болгарії. Входить до складу общини Аксаково.

## Населення
За даними перепису населення 2011 року у селі проживали 363 особи.
Національний склад населення села:
| Національність   | Кількість осіб | Відсоток |
| ---------------- | -------------- | -------- |
| болгари          | 261            | 90,9%    |
| турки            | 6              | 2,1%     |
| цигани           | 0              | 0%       |
| інша             | 20             | 7,0%     |
| не визначились   | 0              | 0%       |
| Всього відповіли | 287            |          |

Розподіл населення за віком у 2011 році:
Динаміка населення: